# Crispino
Crispino  è un nome proprio di persona italiano maschile.

## Varianti
- Maschili: Crespino[1][2][3]
- Femminili: Crispina[1][3], Crespina[2][3]

### Varianti in altre lingue
- Catalano: Crespí[4], Crispí[4]
- Francese: Crispin, Crépin
- Inglese: Crispin[5][6], Crispian[5][6]
  - Femminili: Crispina[6]
- Latino: Crispinus[1][5]
  - Femminili: Crispina[1]
- Olandese: Crispijn
- Polacco: Kryspin
- Portoghese: Crispim
- Russo: Криспин (Krispin)
- Spagnolo: Crispín[4], Crispino[4], Crepino[4]
- Ucraino: Кріспін (Krispin)

## Origine e diffusione

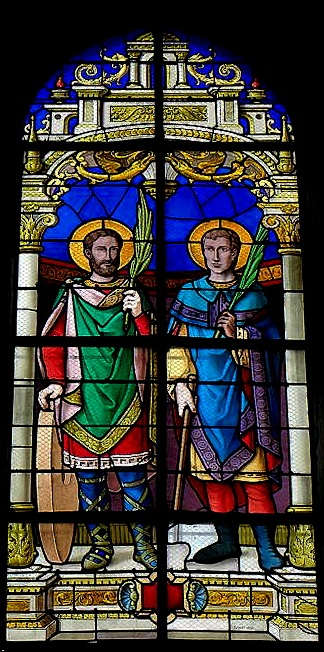
I santi Crispino e Crispiniano raffigurati in una vetrata nella chiesa di Rannée (Bretagna)

Continua il cognomen romano Crispinus; esso è derivato dal cognomen Crispus, assai comune all'epoca, che significa "dai capelli crespi", "dai capelli ricci"; propriamente, quindi, "Crispino" sarebbe un patronimico, con il significato di "di Crispo", "relativo a Crispo", ma spesso gli viene dato lo stesso significato di tale nome.
Il nome venne portato da san Crispino, martirizzato con il suo fratello gemello Crispiniano in Gallia, considerati santi patroni dei calzolai; i due santi erano popolari in Inghilterra nel Medioevo, portando alla diffusione del nome in quel paese. In Italia è diffuso maggiormente al Sud, sempre per la devozione verso lo stesso santo.

## Onomastico
L'onomastico si può festeggiare in memoria di più santi, alle date seguenti:
- 7 gennaio, san Crispino, vescovo di Pavia[9]
- 19 maggio, san Crispino da Viterbo, religioso cappuccino[9]
- 25 ottobre, san Crispino, martire a Soissons col fratello Crispiniano[8][9]
- 20 novembre, san Crispino, vescovo e martire a Écija[9]
- 5 dicembre, santa Crispina, martire a Tébessa[8][9]

## Persone
- Rufrio Crispino, politico e militare romano
- Rutilio Pudente Crispino, generale romano
- Tito Quinzio Crispino, politico romano
- Crispino da Viterbo, religioso e santo italiano

### Varianti
- Crispin Bonham-Carter, attore e regista teatrale britannico
- Crispin Glover, attore, regista e sceneggiatore statunitense
- Crispin Tickell, diplomatico, ambientalista e accademico britannico
- Crispijn van de Passe, incisore, pittore, disegnatore e miniaturista olandese
- Crispijn van de Passe II, incisore e disegnatore olandese

### Variante femminile Crispina
- Crispina, figlia del console romano Tito Vinio
- Bruzia Crispina, moglie dell'imperatore romano Commodo

## Il nome nelle arti
- Crispino è uno dei personaggi citati da Giovenale nelle sue Satire.
- Crispino Tacchetto è un personaggio dell'opera di Luigi e Federico Ricci Crispino e le comare, e dei due film da essa tratti.
- Crispino è citato più volte da Wallace Stevens (1879-1955) nella raccolta di poesie Harmonium (The Comedian as the letter C).